# Tomorrow Never Knows (album)
Tomorrow Never Knows è una compilation dei Beatles pubblicata nel 2012 pubblicata su ITunes. Contiene canzoni registrate fra il 1964 e il 1970.

## Brani

### Revolution
Venne pubblicata come lato B di Hey Jude nel 1968. Rappresenta una presa di posizione politica da parte di Lennon. Della canzone esistono anche altre due versioni: una, più soft, intitolata Revolution 1, e l'altra che prende spunto dalla coda della versione originale, Revolution 9. L'originale, mai pubblicata ufficialmente, aveva la coda (di tre minuti) carica di effetti speciali.

### Paperback Writer
È stata pubblicata come singolo nel 1966. Nella canzone spicca l'articolato canto e controcanto ed il basso elettrico solista di Paul McCartney, tenuto alto in fase di mixaggio. Il testo riguarda una lettera scritta da uno scrittore di libri tascabili alla casa editrice, esortandoli a leggere il libro, e ad assumerlo.

### And Your Bird Can Sing
Appare nell'album Revolver del 1966. La canzone è stata scritta da John Lennon, ispirandosi a un regalo fatto dalla sua prima moglie, Cynthia Powell: un uccellino finto che cantava.

### Helter Skelter
Compare nel doppio album The Beatles, più conosciuto come White Album, del 1968. È stata scritta da Paul McCartney, il quale aveva letto che I Can See for Miles fosse la canzone più "hard rock" di tutti i tempi. Volendo superarla, scrisse il testo, che venne eseguito con chitarre distorte, urla e con il contributo di Lennon e di Mal Evans, il loro roadie, rispettivamente al sassofono tenore e alla tromba.

### Savoy Truffle
Compare anch'essa nel White Album, ed è scritta da George Harrison. Egli aveva tratto ispirazione dalla passione per i dolci del suo amico Eric Clapton, che stava subendo numerosi problemi da essi.

### I'm Down
È stata scritta da Paul McCartney, che aveva deciso di eseguire una canzone sullo stile di Little Richard. Infatti, ricorda molto Long Tall Sally: due strofe, una prima parte strumentale, l'ultima strofa, una seconda parte strumentale e la coda. Il testo è molto simile a Help!, che sta al lato A del 45 giri: qualcuno che chiede aiuto.

### I've Got a Feeling
Compare nell'album Let It Be del 1970. Era stata registrata l'anno prima nel corso delle sedute per l'album Get Back, mai realizzato. La versione qui presente è però prelevata dall'album Let It Be... Naked, quindi senza introduzione parlata iniziale. È stata l'ultima canzone formata da due frammenti di Lennon e di McCartney uniti fra loro; mentre le strofe ed il ritornello sono del bassista, il bridge era stato scritto da John l'anno precedente. Altri casi simili erano stati We Can Work It Out e A Day in the Life. I due frammenti non sono collegati dal punto di vista del significato: McCartney dice in uno di avere un presentimento, mentre Lennon nell'altro si rassegna ai momenti bui della vita.

### Back in the U.S.S.R
È presente nel White Album. È stata scritta da Paul McCartney, ed è stata registrata in assenza di Ringo Starr, che aveva momentaneamente abbandonato il gruppo dopo numerosi litigi. La batteria è suonata da McCartney, e gli altri due eseguono piccoli interventi batteristici. Il testo riguarda una spia sovietica, in missione negli USA, che ritorna in patria, e nota i cambiamenti che vi sono stati.

### You Can't Do That
È il lato B di Can't Buy Me Love, e in seguito è apparsa nell'album A Hard Day's Night. La voce principale è di John Lennon, sorretta dai controcanti di McCartney e di Harrison. Il primo suona nel brano anche il campanaccio. Molti hanno interpretato il testo come Lennon che cerca di bloccare McCartney come compositore: infatti, era furente per la posizione di Can't Buy Me Love come lato A; Lennon voleva essere l'unico capo della band, e l'unico a poter scrivere un singolo da solo (ciò era accaduto con Please Please Me). Il testo esplicito parla di un uomo che vieta alla fidanzata di parlare con un altro.

### It's All Too Much
È stata composta da Harrison. Inizialmente pensata per Sgt. Pepper's Lonely Hearts Club Band, venne scartata e pubblicata quasi due anni dopo a Yellow Submarine. È un brano psichedelico, che mischia la musica occidentale con la musica indiana.

### She Said She Said
È stata inclusa in Revolver. È stato l'ultimo pezzo a essere registrato per l'album: ascoltando l'album di prova, i presenti si accorsero che era troppo breve, e Lennon improvvisò il pezzo in nove ore. Trae spunto da un party acido con Peter Fonda, nel corso del quale quest'ultimo spiegava cosa volesse dire essere morti, ricordandosi di quando era entrato in coma da ragazzo. Nel testo è stato cambiato il genere del personaggio: da lui dice è diventato lei dice. Ugualmente il primo abbozzo era intitolato lui dice. Nel brano non suona McCartney, uscito dalla sala d'incisione dopo un litigio, e la parte di basso è stata suonata da Harrison.

### Hey Bulldog
Compare nell'album Yellow Submarine, ed è stata quasi improvvisata dopo la realizzazione del videoclip di Lady Madonna. Il testo non presenta alcun senso. Il nome originale era Hey Bullfrog, ma Paul nella coda aveva iniziato ad abbaiare (cosa che avviene anche ad I Feel Fine e ad I Wanna Be Your Man, e Lennon reintitolò il brano.

### Tomorrow Never Knows
La title track è stata presa sempre da Revolver. È un pezzo psichedelico che presenta molti effetti sonori e che trae spunto dal libro The Psychedelic Experience: A Manual Based on the Tibetian Book of the Dead, trovato da John Lennon sugli scaffali della libreria Indica.

### The End
Compare alla fine del long medley di Abbey Road. Tutti i Beatles eseguono un assolo del proprio strumento; per pochi attimi compare anche un pianoforte, suonato da McCartney, e un'orchestra di ventinove elementi. La versione qui presente è stata estratta dall'Anthology 3. La canzone è una sorta di "saluto" per i fan da parte dei Beatles: infatti, fu l'ultima volta che suonarono tutti e quattro insieme, e ne erano consapevoli.

## Tracce
1. Revolution - 3:25
2. Paperback Writer - 2:19
3. And Your Bird Can Sing - 1:59
4. Helter Skelter - 4:31
5. Savoy Truffle - 2:54
6. I'm Down - 2:32
7. I've Got a Feeling - 3:38
8. Back in the U.S.S.R. - 2:44
9. You Can't Do That - 2:35
10. It's All Too Much - 6:26
11. She Said She Said - 2:36
12. Hey Bulldog - 3:11
13. Tomorrow Never Knows - 2:59
14. The End - 2:52

Tutte le canzoni sono di Lennon-McCartney, eccetto Savoy Truffle e It's All Too Much, che sono di George Harrison.

## Formazione

### The Beatles
- George Harrison: voce in Savoy Truffle e It's All Too Much, seconda voce raddoppiata e basso elettrico in She Said She Said, cori, armonie vocali, chitarra solista, percussioni, chitarra ritmica in You Can't Do That, effetti sonori in Tomorrow Never Knows, tastiere
- John Lennon : voce, cori, armonie vocali, chitarra ritmica, percussioni, chitarra solista in You Can't Do That e The End, tastiere, effetti sonori a Tomorrow Never Knows sassofono baritono in Helter Skelter
- Paul McCartney: voce, cori, armonie vocali, basso elettrico, chitarra solista in Helter Skelter, The End e Back in the U.S.S.R., tastiere, effetti sonori in Tomorrow Never Knows
- Ringo Starr: batteria, percussioni, effetti sonori in Tomorrow Never Knows

### Altri musicisti
- George Martin: pianoforte in Tomorrow Never Knows
- Billy Preston: piano elettrico in I've Got a Feeling
- Mal Evans: tromba in Helter Skelter
- Chris Thomas: organo e piano elettrico in Savoy Truffle
- Art Ellefson: sassofono tenore in Savoy Truffle
- Danny Moss: sassofono tenore in Savoy Truffle
- Derek Collins: sassofono tenore in Savoy Truffle
- Ronald Ross: sassofono baritono in Savoy Truffle
- Harry Klein: sassofono baritono in Savoy Truffle
- Bernard George: sassofono baritono in Savoy Truffle
- Nicky Hopkins: pianoforte in Revolution

#### Orchestra diThe End
Non si conosce l'identità di nessun orchestrale. L'orchestra era formata da:
- 12 violini
- 4 viole
- 4 violoncelli
- 4 corni francesi
- 3 trombe
- 1 trombone
- 1 trombone basso